# 陳公他
陳公他（ちんこうた、紀元前754年 - 紀元前706年）は、春秋時代の陳の君主（在位前707年1月 - 前706年8月）。姓は嬀、名は他、またの名を佗といい、また五父と称した。『史記』では厲公とされるが、これは誤りである。
紀元前754年、文公と蔡の公女のあいだの子として生まれた。紀元前716年、陳と鄭が講和し、陳他は鄭に赴いて盟を交わした。紀元前707年1月に兄の桓公が病に倒れると、内乱が起こり、陳他は太子の免を殺害して、代わって太子となった。まもなく桓公が亡くなると、陳公として即位した。蔡で淫行をおこなっていて、紀元前706年8月に蔡の人に殺害された。甥の躍が陳公として即位した。